# Peter Richter (Bauökonom)
Peter Richter (* 1949 in Augsburg) ist ein deutscher Systemanalytiker, Wirtschaftsingenieur und Architekt. Er ist seit 1994 Professor für Planungs- und Bauökonomie am Karlsruher Institut für Technologie.

## Leben
Peter Richter studierte Architektur (1974; Dipl.-Ing.), Arbeits- und Wirtschaftswissenschaften (1977; Dipl.-Wi.-Ing.) und Stadt- und Regionalplanung (1979; Dipl.-Ing.) an der Technischen Universität München und Informatik an der Fernuniversität in Hagen. Seit 1978 war er in Planungs- und Bauwirtschaft tätig. Seit 1982 ist er Mitglied der Bayerischen Architektenkammer und als Architekt und Berater tätig.
Er hatte seit 1985 verschiedene Lehraufträge inne. Von 1986 bis 1988 war er wissenschaftlicher Mitarbeiter an der Universität Kassel. 1988 wurde Richter an der Universität Kassel (GhK) bei Wolfgang Rösel mit der Arbeit „Entwicklung einer integrierten Informationsstruktur für relationale Datenbanksysteme im Bauwesen“ zum Dr.-Ing. promoviert.
1994 erhielt er einen Ruf als ordentlicher Universitätsprofessor für Planungs- und Bauökonomie an die Fakultät für Architektur der Universität Karlsruhe (TH) (seit 2009 Karlsruher Institut für Technologie).
Richter lebt in Tettnang.

## Wirken
Die Hauptforschungsgebiete von Richter sind Datenbanksysteme und Planungssysteme im Bauwesen, insbesondere Dokumentations- und Informationssysteme im Gebäude-Management und Gebäudebestand. Er hat mehrere Computerprogramme hierzu entwickelt.